# Засіб обліку
За́сіб о́бліку — прилад, технічний пристрій для обліку кількісних та/або якісних показників житлово-комунальної послуги, який має нормовані метрологічні характеристики.

## Електроенергетика
Відповідно до ПКЕЕ, виданих НКРЕ, Засоби обліку — це засоби вимірювальної техніки (ЗВТ), у тому числі лічильники, трансформатори струму та напруги, кола обліку, які використовуються для обліку електричної енергії та величини споживання електричної потужності.
- Амперметр
- Вольтметр
- Ватметр

## Деякі засоби обліку
- Водомір
- Лічильник
- Квартирний лічильник газу
- Лічильник електричної енергії
- Лічильник теплової енергії